# 37 mm armata przeciwpancerna wz. 1930 (1-K)
37 mm armata przeciwpancerna wz. 1930 (1-K) (ros. 37-мм противотанковая пушка образца 1930 года, 1-К) – pierwsza radziecka armata przeciwpancerna, używana była w początkowym okresie II wojny światowej.
Działo zostało zaprojektowane w niemieckich zakładach Rheinmetall w ramach kontraktu ze Związkiem Radzieckim na dostawę zestawu broni artyleryjskiej:
- armaty przeciwpancernej 37 mm
- armaty przeciwlotniczej 76 mm
- moździerza 152 mm
- haubicy 152 mm
- działka przeciwlotniczego 20 mm
- działka przeciwlotniczego 37 mm

Armata bazowała głównie na niemieckiej konstrukcji 3,7 cm PaK 36.
W Związku Radzieckim produkcję działa rozpoczęto w 1931, jednak początkowo z powodu braku doświadczenia z produkcją tego typu sprzętu proces przebiegał bardzo powoli i pod względem technicznym był wysoce niedoskonały.  Ze 255 sztuk zbudowanych w 1931 żadna armata nie przeszła przez kontrolę jakości, w następnych latach zbudowano około 500 sztuk tej broni po czym zaprzestano produkcji tego działa na rzecz nowocześniejszej 45 mm armaty wz. 1932 (19-K). 1 stycznia 1936 roku Armia Czerwona posiadała 506 dział wz. 1930. Później dostawy dział kalibru 45 mm pozwoliły wycofać działa tego typu z uzbrojenia. Wycofane armaty wz. 1930 zostały zmagazynowane.
Armata wz. 1930 była używana przez krótki okres po niemieckim ataku na ZSRR. Była to już wówczas broń przestarzała – o niskiej przebijalności pancerza. Niemniej jednak zdobyte przez Wehrmacht egzemplarze były przez pewien czas używane pod nazwą 3.7cm Pak 158(r) (mogły używać niemieckiej amunicji 37 mm).

## Amunicja
| Dostępna amunicja |        |          |                             |                                |           |
| Rodzaj            | Model  | Masa, kg | Masa ładunku wybuchowego, g | Prędkość wylotowa pocisku, m/s | Zasięg, m |
| APHE              | M-160  | 0,66     | 9                           | 820                            | 5,600     |
| odłamkowy         | O-160  | 0,645    | 22                          | 825                            | 5,750     |
| kartacz           | Sz-160 | 0,928    | 30 kulek                    |                                |           |
| kartacz           | Sz-160 | 0,950    | 50 kulek                    |                                |           |